# Ali al-Haidari
Ali al-Haidari (arabisch علي الحيدري, DMG ʿAlī al-Ḥaidarī; † 4. Januar 2005 in Bagdad, Irak) war ein irakischer Politiker. Er war Gouverneur sowie Bürgermeister von Bagdad.
Al-Haidari war zuletzt für die Region Bagdad zuständig. Bereits im September 2004 wurde ein Anschlag auf ihn verübt, den er jedoch überlebte. Am 4. Januar 2005 wurde er im Bagdader Stadtteil Hurriyya ermordet. Dabei kam auch einer seiner Leibwächter ums Leben. Auf einer Webseite erschien ein Video mit der Ermordung. Darin übernimmt die Terrorgruppe um den Jordanier Abu Musab al-Zarqawi die Verantwortung für den Anschlag. Im November 2005 wurden sechs Tatverdächtige verhaftet. 
| Personendaten    | Personendaten                                                      |
| ---------------- | ------------------------------------------------------------------ |
| NAME             | Haidari, Ali al-                                                   |
| ALTERNATIVNAMEN  | علي الحيدري (arabisch)                                             |
| KURZBESCHREIBUNG | irakischer Politiker und Gouverneur sowie Bürgermeister von Bagdad |
| GEBURTSDATUM     | 20. Jahrhundert                                                    |
| STERBEDATUM      | 4. Januar 2005                                                     |
| STERBEORT        | Bagdad, Irak                                                       |